# Chiesa di San Leonardo in Borghi
La chiesa di San Leonardo in Borghi è una chiesa di Lucca che si trova in via San Leonardo.

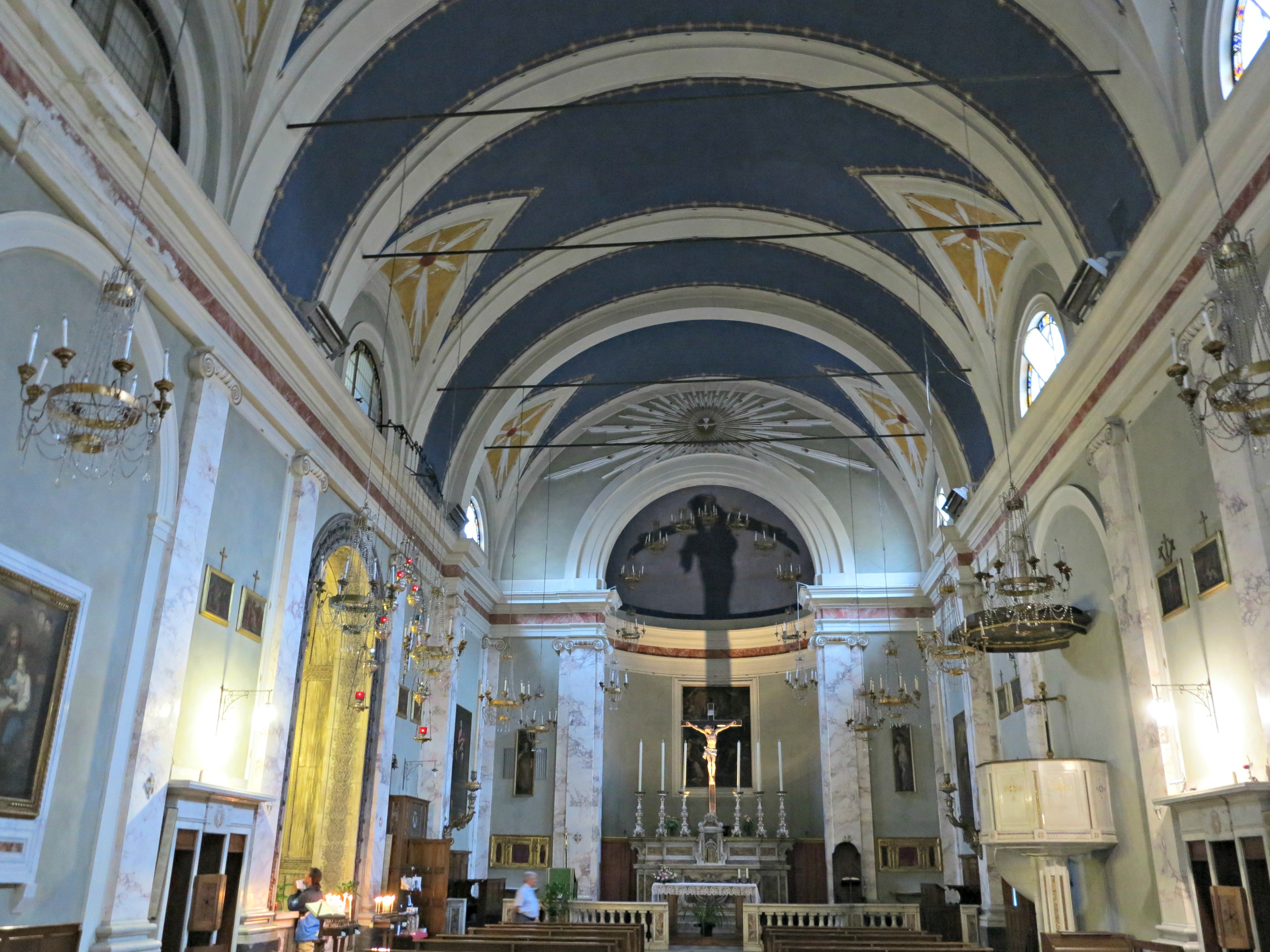
L'interno

Edificata nel 1118, fu indemaniata in periodo napoleonico, e totalmente ristrutturata in occasione della riapertura al culto nel 1821. Delle strutture medievali resta solo il fianco sud riutilizzato nell'attuale costruzione. 
Dell'antico arredo resta la Madonna in gloria tra i santi Leonardo e Marco Evangelista di Giovanni Marracci. Nel 1917 fu aperta una cappella, opera del pittore Giuseppe Lunardi, che è l'unico esempio organico di liberty in una chiesa lucchese, e dove è venerata una Madonna con Bambino dello scultore Augusto Passaglia.
In sacrestia sono conservati dipinti provenienti dal distrutto oratorio del Gonfalone, tra cui la Madonna della Misericordia di Paolo Biancucci e la Madonna dei Miracoli di Gaspare Mannucci, ed un Crociﬁsso ligneo di metà Duecento, vicino a quello conservato nella chiesa di Sant'Elisabetta di Barga.